# Ecliptopera capitata
Ecliptopera capitata là một loài bướm đêm thuộc họ Geometridae. Loài này được tìm thấy ở châu Âu.
Chiều dài cánh trước là 11–13 mm. Con trưởng thành bay làm hai đợt từ tháng 5 đến tháng 8.
Ấu trùng ăn Touch-me-not Balsam.